# Ардонь
Ардо́нь — село (с 1987 до 2004 года — посёлок городского типа) в составе городского округа «Город Клинцы» Брянской области.

## География
Ардонь имеет общую границу с городом Клинцы, примыкая к нему на юго-востоке (посёлок Банный города Клинцы). Расстояние между центрами села и города по автодороге составляет 6 км.
Ардонь на две части разделяет небольшая речка Ерденка (Ардонь), которая у юго-западной окраины села впадает в реку Ту́росну (Московку), бассейн Ипути.

## История

### Первые упоминания об Ардони
Ардонь впервые упоминается в документе, выданном Киево-Печерской лаврой в 1711 году, в связи с поселением там старообрядцев после реформы Никона. Именно в то время, благодаря вынужденному переселению старообрядцев, появились слободы, из которых выросли нынешние города Злынка, Новозыбков, Клинцы и другие.
Некоторые краеведы полагают, что слобода Ардёнск существовала уже в 1686 году.

### Исторически сложившиеся части села

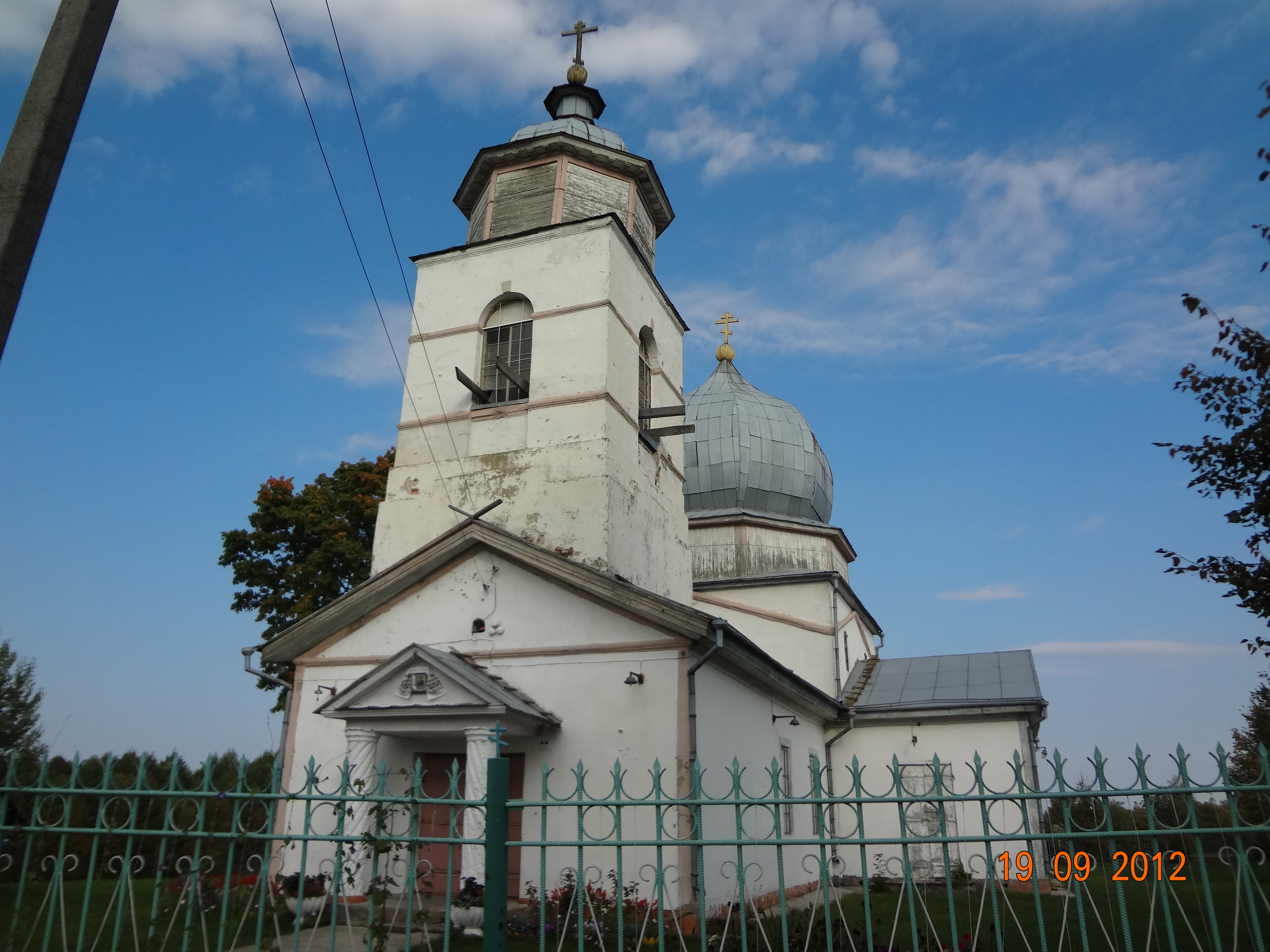
Церковь Николая Чудотворца бывшего села Богородицкое

Примерно до 1950 года на территории современной Ардони располагались два разделённых ручьём и впоследствии объединившихся населённых пункта:
- посад Ардонь (также слобода Чернецкая), на правом берегу ручья Ерденка, — северная часть современной Ардони, в том числе Бу́товка на её востоке и Москали́ — на западе.[6]
- село Богоро́дицкое, оно же Черне́цкое, большей частью на левом берегу ручья Ерденка, — южная часть современной Ардони, в центре которой возвышается храм Николая Чудотворца (иногда ошибочно называемый храмом Рождества Богородицы). Славилось своей иконописной школой. Позже именно из этой школы возникнет клинцовская иконопись.

Также частью села является хутор Любвин (Евлановка), в состав которого в середине XX века (вероятно, также около 1950 года) был включён хутор Астрахановка. В 1991 году Ардонский поссовет (рабочий посёлок Ардонь, посёлок Ивановка и хутор Любвин) был переподчинён Клинцовскому горсовету, после чего посёлок Ивановка был присоединён к рабочему посёлку Займище, а через несколько лет и Любвин был присоединён к Ардони.

## Население
| 1989 | 2002  | 2010  | 2013  | 2021  |
| ---- | ----- | ----- | ----- | ----- |
| 2916 | ↘2831 | ↘2543 | ↘2418 | ↘2300 |

## Транспорт
Общественный транспорт в селе представлен одним автобусным маршрутом — № 16 (Клинцы — Ардонь). Вблизи Ардони (около 1 км) проходит железная дорога Брянск — Брест, ближайший остановочный пункт — платформа 164 км (село Коржовка-Голубовка, 4 км от Ардони), ближайшая станция — Клинцы (6 км).

## Известные уроженцы
- Плоткин, Михаил Николаевич — Герой Советского Союза